# Aristidis Moraitinis (polityk)
Aristidis Moraitinis (gr. Αριστείδης Μωραïτίνης; ur. 1806 w Smyrnie, zm. 1875 w Atenach) – grecki polityk, w 1863 roku dwukrotnie przewodniczący Parlamentu Grecji. Pełnił funkcję premiera dwukrotnie (1863, 1867–1868).